# Jan Polkowski
Jan Kazimierz Polkowski (ur. 10 stycznia 1953 w Bierutowie) – polski poeta, prozaik, redaktor, działacz NSZZ „Solidarność”, w 1992 rzecznik prasowy rządu Jana Olszewskiego. Kawaler Orderu Orła Białego.

## Życiorys
Ukończył Liceum Ogólnokształcące w Nowej Hucie. Od 1972 studiował filologię polską na Uniwersytecie Jagiellońskim.
Jako poeta zadebiutował w 1978, publikując swoje utwory w kwartalniku „Zapis”, w tym samym roku założył wychodzące w drugim obiegu czasopismo „Sygnał”. W okresie 1983–1990 był redaktorem naczelnym kwartalnika „Arka”, w latach 1990–1995 – „Czasu Krakowskiego”.
Działał w Studenckim Komitecie „Solidarności”, a także w Krakowskiej Oficynie Studenckiej. Jako działacz opozycji demokratycznej i niezależny wydawca został internowany w okresie stanu wojennego.
Był założycielem i redaktorem naczelnym wydawanego w drugim obiegu kwartalnika „Arka” (1983–1990) oraz dwutygodnika „Świat” (1989–1990). W 1990 zaprzestał publikowania wierszy i został redaktorem naczelnym dziennika „Czas Krakowski”.
Od 1 czerwca 1992 do 9 czerwca 1992 podsekretarz stanu w URM, rzecznik prasowy rządu Jana Olszewskiego; przewodniczący rady nadzorczej Polskiej Agencji Informacyjnej, w 1993 współorganizator Komitetu Wyborczego „Samorządny Kraków”, następnie stowarzyszenia o tej nazwie i jego prezes przez następne kilka lat. W 1996 przewodniczący rady nadzorczej i p.o. prezes Agencji Rozwoju Miasta w Krakowie, 1996–2003 właściciel firmy public relations. W 1997 rzecznik prasowy Krajowego Sztabu Wyborczego ROP, w wyborach tym samym roku kandydował również do Sejmu z listy tej partii. W latach 1998–1999 doradca przewodniczącego Komitetu Integracji Europejskiej, szefa UKIE, 2003–2004 członek zarządu Małopolskiej Agencji Rozwoju Regionalnego S.A. w Krakowie, 2006–2007 pełnomocnik zarządu, dyrektor ds. rozwoju Mennicy Polskiej S.A. w Warszawie, 2007–2008 dyrektor Biura Zarządu i Spraw Korporacyjnych TVP S.A. w Warszawie, pełnomocnik zarządu ds. współpracy ze środowiskami twórczymi.
Pełnił funkcję redaktora naczelnego serwisu Portalfilmowy.pl.
Od 2010 sekretarz generalny Krajowej Izby Producentów Audiowizualnych.
Został prezesem Fundacji Smoleńsk 2010, odpowiedzialnej za wspieranie realizacji oraz rozpowszechnienie filmu fabularnego pod roboczym tytułem Smoleńsk.
Polkowski po wielu latach milczenia powrócił do życia literackiego w 2009 roku tomem poezji „Cantus”, nominowanym do nagród Silesius i im. Józefa Mackiewicza, uhonorowanym w 2010 roku Nagrodą Literacką im. Andrzeja Kijowskiego. Później opublikował jeszcze kilka zbiorów poetyckich („Cień” 2010; „Głosy” 2013). W 2015 roku wydał tom poetycki „Gorzka godzina”, w którym ogłosił wiersze napisane po zamieszkaniu na stałe we wsi Tymowa. W kolejnych latach wyszły nowe zbiory: „Pochód duchów” (2018), „Rozmowy z Różewiczem” (2018), „Łyżka ojca” (2021) oraz „Pomieszane języki” (2021). Utwory poety tłumaczono na wiele języków, między innymi na niemiecki, francuski, angielski, hiszpański, rosyjski, ukraiński, rumuński, hindi, czeski i szwedzki.
W 2013 roku Polkowski wydał powieść „Ślady krwi. Przypadki Henryka Harsynowicza”, za którą otrzymał w 2014 roku Nagrodę Identitas. Tom „Portier i inne opowiadania” ukazał się w 2019 roku, a w 2020 codzienne notatki pisarza zatytułowane „Pandemia i inne plagi”. W 2014 roku ukazał się zbiór publicystyki „Polska, moja miłość”, a w 2019 „Ryzyko bycia Polakiem” – rodzaj autobiografii (wywiad rzeka przeprowadzony przez Piotra Legutkę).
Poezje z dziewięciu tomików zostały zebrane w książce „Gdy Bóg się waha. Poezje 1977–2017” z okazji czterdziestolecia pracy twórczej. W 2022 roku ukazała się kontynuacja zbierająca pozostałe tomy: „Gdy Bóg się waha. Poezje 2018–2022”. W 2020 roku ukazały się jeszcze dwa inne zbiory – „Wiersze wybrane” (Biblioteka Kraków, 2020) i „Wiersze konieczne” (Biblioteka Kraków, 2020).
Żonaty z Anną, mają czworo dzieci (dwóch synów i dwie córki). Jego syn Tadeusz „Tadek” Polkowski jest raperem (członkiem grupy hip-hopowej Firma).
W 2016 roku Jan Polkowski za zasługi dla kultury polskiej został odznaczony przez Prezydenta RP Andrzeja Dudę Krzyżem Oficerskim Orderu Odrodzenia Polski oraz Krzyżem Wolności i Solidarności, a Minister Kultury i Dziedzictwa Narodowego odznaczył go złotym medalem Gloria Artis (2018). Dnia 11 listopada 2021 roku, „w uznaniu znamienitych zasług dla kultury polskiej, za wybitne osiągnięcia w pracy literackiej i konsekwentne przybliżanie prawdy o polskim losie, za występowanie w obronie wolności słowa w PRL oraz działalność na rzecz zachowania ciągłości polskiego dziedzictwa kulturowego”, został odznaczony przez Prezydenta RP Andrzeja Dudę Orderem Orła Białego.
Wszedł w skład komitetu wspierającego kandydaturę Karola Nawrockiego na prezydenta RP w wyborach w 2025.

## Twórczość

### Tomy poetyckie
- To nie jest poezja (1980)
- Oddychaj głęboko (1981)
- Ogień (1983)
- Wiersze 1977–1984 (1986)
- Drzewa (1987)
- Elegie z Tymowskich Gór i inne wiersze (1990)
- Elegie z Tymowskich Gór 1987–1989 (2008)
- Cantus (2009)
- Cień (2010)
- Wiersze 1977–1987 (2011)
- Głosy (2012, wyd. II 2013)
- Gorzka godzina (2015)
- Gdy Bóg się waha. Poezje 1977–2017 (2017)
- Pochód duchów (2018)
- Rozmowy z Różewiczem (2018)
- Wiersze wybrane. 1977–2019 (2020)[6]
- Wiersze konieczne (2021)
- Łyżka ojca (2021)
- Pomieszane języki (2021)
- Gdy Bóg się waha. Poezje 1977–2017 (wyd. II, 2022)
- Gdy Bóg się waha. Poezje 2018–2022 (2022)

### Proza
- Ślady krwi (2013)
- Portier i inne opowiadania (2019)[7]
- Pandemia i inne plagi (2020)

### Publicystyka
- Polska moja miłość (2014)
- Ryzyko bycia Polakiem (2019)

### Filmy (o twórcy)
- Krakowskie portrety – Jan Polkowski. Życie w wolności, rok produkcji 2019, scenariusz i reżyseria: Marta Węgiel, montaż: Artur Wojewoda, producent: Biblioteka Kraków, TVP3 Kraków.
- Jan Polkowski. Moje miejsce na ziemi. Kraków, rok produkcji 2021, scenariusz i reżyseria Iwona Meus, Marek Gajczak, producent: Instytut Literatury.
- Jan Polkowski. Moje miejsce na ziemi. Nowa Huta, rok produkcji 2022, scenariusz i reżyseria Iwona Meus, Marek Gajczak, producent: Instytut Literatury.

## Ordery, odznaczenia i nagrody
- W 1983 otrzymał Nagrodę Fundacji im. Kościelskich.
- 18 maja 2007 został odznaczony przez Prezydenta RP Lecha Kaczyńskiego Krzyżem Kawalerskim Orderu Odrodzenia Polski za wybitne zasługi w działalności na rzecz przemian demokratycznych w Polsce[8].
- 22 marca 2010 nominowany do Wrocławskiej Nagrody Poetyckiej Silesius w kategorii książka roku za tom Cantus[9].
- 16 grudnia 2010 otrzymał nagrodę im. Andrzeja Kijowskiego za tom Cantus[10].
- 22 września 2010 odznaczony został Medalem „Niezłomnym w słowie”[11].
- 25 maja 2013 nominowany do Nagrody Poetyckiej im. Wisławy Szymborskiej za tom Głosy[12].
- 29 czerwca 2013 otrzymał Orfeusza – Nagrodę Poetycką im. K.I. Gałczyńskiego za najlepszy tom roku za Głosy[13].
- 30 października 2014 otrzymał Nagrodę Identitas w dziedzinie Humanistyki i Literatury Pięknej[14].
- 30 stycznia 2015 Stowarzyszenie Dziennikarzy Polskich przyznało mu nagrodę specjalną „Laur SDP” za rok 2014 „w uznaniu zasług dla wolności i piękna słowa drukowanego”[15].
- 29 lipca 2016 został odznaczony przez Prezydenta RP Andrzeja Dudę Krzyżem Wolności i Solidarności[16].
- 16 maja 2016 został odznaczony został przez Prezydenta RP Andrzeja Dudę Krzyżem Oficerskim Orderu Odrodzenia Polski za wybitne zasługi w działalności na rzecz rozwoju polskiej kultury, za osiągnięcia w pracy literackiej[17][18].
- 5 października 2016 minister Piotr Gliński uhonorował go Doroczną Nagrodą MKiDN w kategorii literatura[19].
- 11 kwietnia 2017 odznaczony został przez Ministra Kultury i Dziedzictwa Narodowego srebrnym medalem Gloria Artis[20].
- 22 września 2018 odznaczony został przez ministra kultury i dziedzictwa narodowego Piotra Glińskiego złotym medalem Gloria Artis podczas uroczystości oficjalnego otwarcia XV Warsztatów Herbertowskich na Zamku Królewskim w Warszawie[20].
- 26 kwietnia 2019 nominowany do Orfeusza – Nagrody Poetyckiej im. K.I. Gałczyńskiego za najlepszy tom roku za Pochód duchów[21].
- 11 listopada 2021, w uznaniu znamienitych zasług dla kultury polskiej, za wybitne osiągnięcia w pracy literackiej i konsekwentne przybliżanie prawdy o polskim losie, za występowanie w obronie wolności słowa w PRL oraz działalność na rzecz zachowania ciągłości polskiego dziedzictwa kulturowego, został odznaczony przez prezydenta RP Andrzeja Dudę Orderem Orła Białego[22][23].
- w 2022 nominowany do Orfeusza – Nagrody Poetyckiej im. K.I. Gałczyńskiego za najlepszy tom roku za Pomieszane języki[24].
- 29 września 2024 otrzymał Honorową Nagrodę im. Prezydenta RP Lecha Kaczyńskiego[25]
- w 2005 nominowany do Orfeusza – Nagrody Poetyckiej im. K.I. Gałczyńskiego za najlepszy tom roku za Rozmowy z Brechtem i inne wiersze[26].